# بريستون هايمان
بريستون هايمان (بالإنجليزية: Preston Heyman)‏ هو طبال بريطاني، ولد في 5 مارس 1953.

## وصلات خارجية
- بريستون هايمان على موقع ميوزك برينز (الإنجليزية)
- بريستون هايمان على موقع ديسكوغز (الإنجليزية)